# Evgenij Tatarskij
Evgenij Tatarskij (Leningrado, 10 settembre 1938 – San Pietroburgo, 23 febbraio 2015) è stato un regista sovietico.

## Filmografia parziale

### Regista
- Sem'desjat dva gradusa niže nulja (1976)
- Zolotaja mina (1977)
- Prezumcija nevinovnosti (1988)
- Tjuremnyj romans (1993)